# Извеково (Курская область)
Извеково — деревня в Большесолдатском районе Курской области. Входит в Нижнегридинский сельсовет.

## География
Деревня находится на реке Немча, в 53 километрах к юго-западу от Курска, в 13 километрах к юго-западу от районного центра — села Большое Солдатское, в 3,5 км от центра сельсовета – Нижнее Гридино.
Улицы
В деревне 2 улицы: Мирная (33 дома) и Центральная (3 дома).
Климат
Деревня, как и весь район, расположена в поясе умеренно континентального климата с тёплым летом и относительно тёплой зимой (Dfb в классификации Кёппена).

## Население
| 2002 | 2010 |
| ---- | ---- |
| 74   | ↘49  |

## Транспорт
Извеково находится в 6 км от автодороги регионального значения 38К-004 (Дьяконово — Суджа — граница с Украиной), в 2 км от автодороги межмуниципального значения 38Н-079 (38К-004 – Нижнее Гридино – Сула), в 27 км от ближайшего ж/д остановочного пункта 25 км (линия Льгов I — Подкосылев).